# Frederick Scherger
Vous lisez un « bon article » labellisé en 2018.
Frederick Rudolph William Scherger est un officier supérieur australien, né le 18 mai 1904 à Ararat et mort le 16 janvier 1984 à Melbourne. Il est notamment le premier officier de la Force aérienne royale australienne (RAAF) à accéder au rang d'air chief marshal.
Scherger est diplômé du Collège militaire royal de Duntroon, avant d'être muté dans l'armée de l'air en 1925. Considéré par ses pairs comme l'un des meilleurs aviateurs de l'entre-deux-guerres, il est à la fois pilote de chasse, pilote d'essai et instructeur de vol. Vers la fin des années 1930 et au début de la Seconde Guerre mondiale, il devient l'un des principaux instructeurs de vol de l'armée de l'air australienne. Promu au grade de group captain, Scherger est commandant par intérim du North-Western Area Command lors du premier bombardement de Darwin le 19 février 1942. Au lendemain de cette attaque, il dirige la principale force de frappe aérienne de la RAAF dans le Pacifique Sud-Ouest, le Groupe opérationnel no 10 (no 10 OG), qui devient plus tard l'Australian First Tactical Air Force. Il reçoit l'Air Force Cross et l'Ordre du Service distingué pour ses efforts de guerre durant la Seconde Guerre mondiale.
Après la guerre, il devient chef d'état-major adjoint de la Force aérienne, puis chef d'état-major australien des forces interarmées à Washington, et enfin commandant des forces aériennes du Commonwealth durant l'insurrection communiste malaise. En 1957, il est promu air marshal et occupe le poste de Chef d'état-major de la Force aérienne, où il met en place une politique de modernisation importante des équipements de la RAAF, cherchant notamment à doter ses avions d'armes nucléaires. À la fin de son mandat en 1961, il devient le premier membre de la Force aérienne à occuper le poste de président du Comité des chefs d'état-major, équivalent actuel du commandant en chef des Forces armées. En 1965, Scherger devient le premier air chief marshal d'Australie et joue un rôle de premier plan dans l'engagement australien dans la guerre du Viêt Nam.
Il quitte l'armée l'année suivante et devient président du Trans Australia Airlines puis du Commonwealth Aircraft Corporation, en 1968. Il prend sa retraite en 1975 et s'installe à Melbourne, où il meurt en 1984 à l'âge de soixante-dix-neuf ans.

## Jeunesse et formations
Petit-fils d'immigrants allemands, Scherger naît à Ararat et y termine ses études secondaires,. Son ascendance et son nom de famille font de lui l'objet de propos xénophobes à partir de son enfance jusqu'au début de sa carrière militaire. Par exemple, en 1941, un écrivain anonyme de la base de la RAAF de Wagga déclare au Premier ministre Robert Menzies que « son sang s'est refroidi » lorsqu'il a su que l'instructeur des pilotes stagiaires porte le nom de « Scherger ». Il entre néanmoins au Collège militaire royal de Duntroon en 1921 et obtient le King's Medal avec son diplôme de lieutenant en 1924. Deux jours avant la cérémonie de remise des diplômes, il se porte volontaire pour un détachement de la Force aérienne,. En 1925, il commence sa formation en pilotage aux bases aériennes Williams.

## Début de carrière

### Fin des années 1920
Scherger adopte très vite les biplans à cockpit ouvert et acquiert une réputation de pilote habile et parfois téméraire, ce qui lui vaut d'être réprimandé au début de sa carrière par son commandant de bord pour « vol inversé en très basse altitude »,. Il est parmi les premiers volontaires de la Force aérienne australienne à participer aux formations appliquées en parachute, sous la tutelle du lieutenant Ellis Wackett dans la base de la RAAF de Richmond, en Nouvelle-Galles du Sud. Le 21 août 1926, il effectue à Essendon un saut en parachute en chute libre, sans dispositif de sécurité. Il est le premier Australien à accomplir cet exploit devant un public. En février 1927, le commandant de l'École de pilotage no 1 de la RAAF, Adrian Cole, lui demande de se rendre à Melbourne pour apporter un message à son amie, qui va embarquer sur un navire à vapeur. Une fois la tâche accomplie, Scherger pilote son chasseur Royal Aircraft Factory S.E.5 au-dessus du quai — ce qui est formellement interdit par le règlement — au lieu de rentrer directement à Point Cook. Le lendemain, il est convoqué au bureau de Cole, qui entre-temps a mis la main sur une photo prise par un spectateur, montrant le jeune pilote durant son petit « exploit », ne lui laissant alors aucune chance de se justifier. Envoyé chez le Air Member for Personnel, le group captain Stanley Goble, il admet avoir déjà participé, à plusieurs reprises, à ce genre de cascade ; ce à quoi Goble répond : « Bien, je suis heureux de constater que nous en avons encore quelques-uns dans l'armée de l'air qui sont dotés d'un peu d'audace ».

### Années 1930

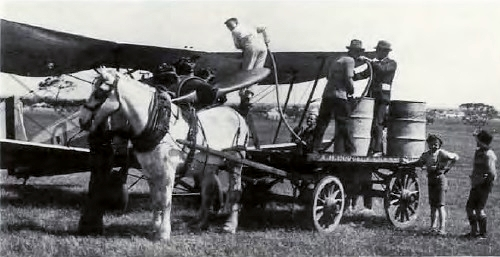
Scherger en train de ravitailler son chasseur Bristol Bulldog, le 15 octobre 1931.

Selon l'historien Alan Stephens, Scherger devient dans les années 1930 le meilleur instructeur de vol et le plus habile pilote d'essai de la Force aérienne royale australienne (RAAF). Il épouse Thelma Harrick le 1er juin 1929, avec qui il a une fille prénommée Jill. Promu flight lieutenant, il devient chef instructeur de vol à Point Cook, en août de la même année. Il vole également avec le Fighter Squadron, une unité du no 1 Flying Training School RAAF opérant avec des Bristol Bulldog, considéré à l'époque comme le meilleur avion de chasse au monde. Figurant parmi les principaux pilotes de cette unité d'élite, Scherger acquiert une popularité croissante qui plus tard l'aidera à accéder à des postes de haut niveau au sein de l'armée de l'air. En octobre 1931, il remporte un concours de voltige aérienne à Adélaïde, où il pilote son Bulldog à une vitesse maximale de 259,07 km/h.
Hissé au poste de squadron leader, Scherger est affecté en Angleterre en août 1934 pour suivre une formation au Collège d'état-major de la Royal Air Force, à Andover,. Juste avant son départ, il est impliqué dans un incident fameux dans la base aérienne de Laverton : un chef d'escadron rentre chez lui plus tôt qu'à son habitude et surprend sa femme au lit avec un autre officier, qui immédiatement s'échappe par la fenêtre de la chambre à coucher. Le mari poursuit sa femme avec un revolver chargé jusqu'aux quartiers de Scherger. Face à la femme effrayée et au mari enragé, criant : « Je vais tirer sur cette salope », Scherger intervient et frappe l'homme avec un tisonnier. Le chef d'escadron inconscient est placé dans le poste de garde et la femme trouve refuge à l'extérieur de la base. Par la suite, l'officier avec qui elle a eu une aventure est contraint de démissionner de l'armée de l'air.
Il obtient son diplôme à Andover en décembre 1935 et, au cours de l'année suivante, effectue des formations supplémentaires à l'École de navigation aérienne de la RAF et au Central Flying School,. De retour en Australie en mai 1937, il reprend son poste de chef instructeur à Point Cook. Par la suite, il est désigné par le gouvernement pour former au pilotage le ministre des finances Richard Casey. Cette utilisation de l'équipement et du personnel de la RAAF à des fins personnelles par un représentant élu entache l'image de la force aérienne australienne après que les médias ont divulgué les faits,. En septembre 1937, il est choisi pour effectuer un vol d'essai du North American NA-16 à Laverton. Les caractéristiques techniques de cet avion serviront l'année suivante aux bases de la conception du CAC Wirraway. En janvier 1938, il est nommé chef instructeur au quartier général de la RAAF de Melbourne, puis wing commander en mars de l'année suivante.

## Seconde Guerre mondiale

### Début de la guerre
Occupant le poste d'instructeur en chef lors du début de la Seconde Guerre mondiale, Scherger a pour tâche principale de recruter de nouveaux instructeurs de vol au sein de la RAAF. La Central Flying School, première unité d'aviation militaire australienne, est restructurée à cette fin en avril 1940. Honoré de l'Air Force Cross en juin 1940 pour ses « capacités exceptionnelles » en tant que pilote et instructeur, il prend en charge l'école de pilotage militaire no 2 près de Wagga Wagga le mois suivant et est promu group captain en septembre,. En octobre 1941, il est nommé commandant de la base aérienne de Darwin, dans le Territoire du Nord. Décrit par le major-général Lewis H. Brereton comme « un homme énergique, efficace et impatient », il prend en main la planification des activités de la base sans attendre les ordres du quartier général de la RAAF,. En janvier 1942, il est nommé officier supérieur d'état-major de la Force aérienne. Avec l'air commodore Douglas Wilson, qui est lui-même air officer commanding du North-Western Area Command, Scherger est responsable de l'administration de la base aérienne de Darwin et des autres aérodromes du Territoire du Nord et du nord-ouest de l'Australie-Occidentale,.

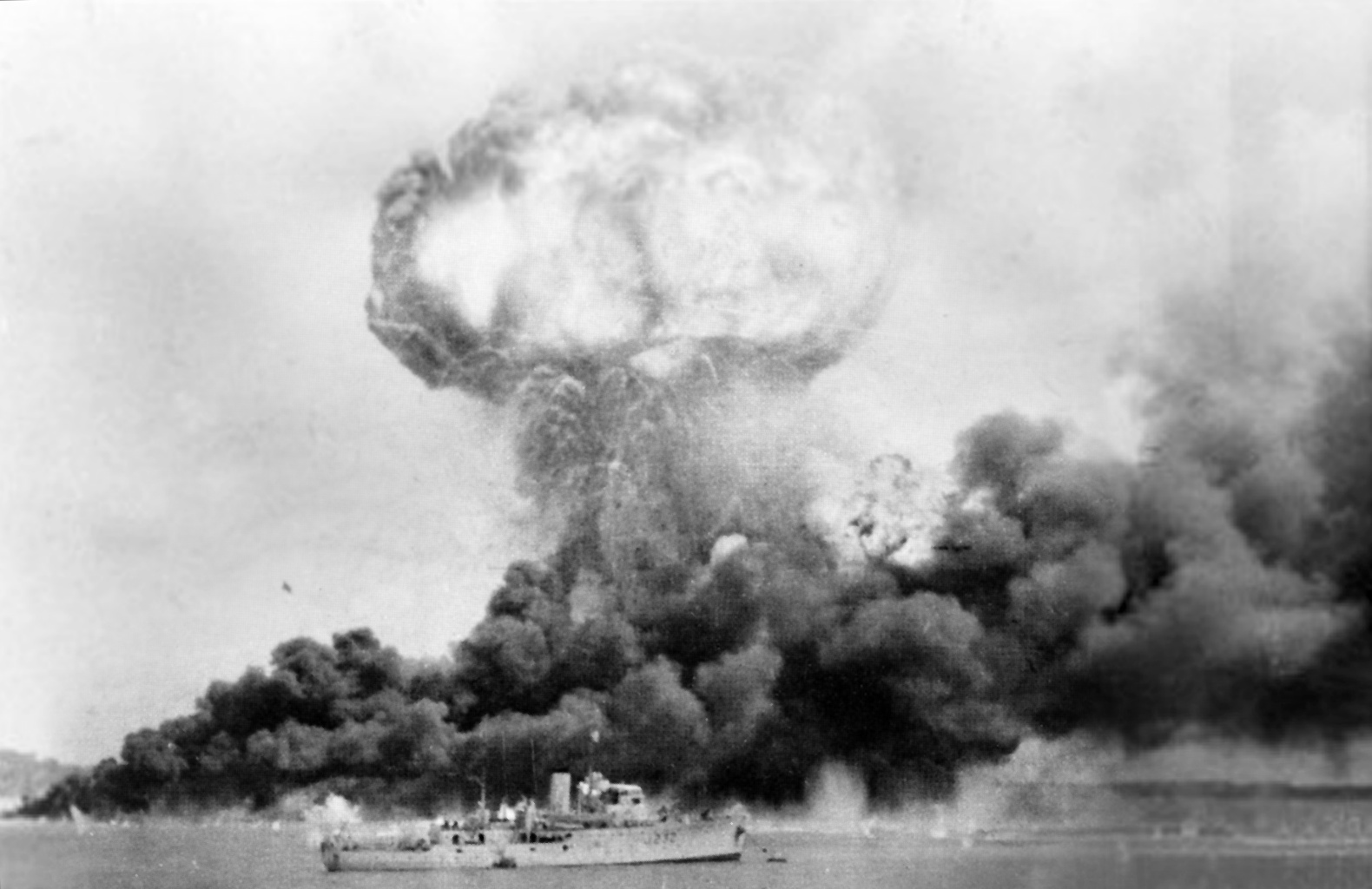
Explosion d'un réservoir de carburant lors du premier raid aérien sur Darwin, le 19 février 1942.

Lorsque Wilson s'absente pour effectuer une mission au quartier général de l'American-British-Dutch-Australian Command à Java, Scherger occupe provisoirement le poste d'air officer commanding du North-Western Area Command le 19 février 1942, jour même où Darwin subit les premières attaques aériennes perpétrées par les Japonais,,. Scherger se rendait en ville afin de rencontrer l'air marshal Richard Williams lorsqu'il entend des tirs de DCA et aperçoit au loin une vingtaine d'avions ennemis. Il arrive par la suite sur l'aérodrome civil et constate que l'un des Curtiss P-40 Warhawk stationnés au sol a été victime des bombardements des Japonais, avant que sa voiture ne soit mitraillée par les chasseurs Zero. À la fin de cette première attaque, Scherger prend contact avec Williams et les deux hommes s'abritent dans une tranchée de fortune ravagée par les bombardements, alors qu'un deuxième raid est en cours. Par la suite, il parvient à rétablir l'ordre sur la base et envoie en mission de reconnaissance un bombardier léger Lockheed Hudson. Le jour de l'attaque, il n'y a pas eu le moindre combat aérien avec les forces japonaises.
En plus de la perte de l'infrastructure civile et militaire, la destruction de vingt-trois avions et dix navires et surtout la mort de quelque 250 personnes, 278 membres du personnel de la RAAF désertent la base de Darwin dans un exode connu sous le nom de Adelaide River Stakes,. Selon Scherger : « Il y a eu une panique terrible et beaucoup d'hommes se sont simplement réfugiés dans le bush ». Loué pour son « grand courage et son énergie », il est parmi les rares officiers supérieurs de la Force aérienne de la région à être écartés de l'enquête du commissaire Charles Lowe concernant cette désertion massive, lui assurant à priori une bonne perspective de carrière. Cependant, sa critique envers le manque de préparation de la RAAF face à d'éventuelles attaques est vue d'un mauvais œil par les membres de l'Air Board, l'organe de contrôle interne de la RAAF. Il est par conséquent relevé de son poste de Darwin par le air chief marshal Sir Charles Burnett, qui lui attribue une série d'affectations pour le reste de l'année,, notamment comme commandant à la station de la RAAF de Richmond, surnuméraire au quartier général de la RAAF, chef du département de la défense au quartier général des forces aériennes alliées, le South West Pacific Area, et enfin instructeur en chef au quartier général de la RAAF. Il est cependant déterminé à se ressaisir et fait appel avec succès au verdict de l'Air Board auprès du Ministre de la Défense Arthur Drakeford, avec l'appui du commissaire Lowe. Lorsqu'il reprend le commandement du North-Western Area Command, Scherger déclare : « J'ai été inactif pendant un mois, ce qui n'est pas très encourageant en temps de guerre. »

### Entre 1943 et 1945

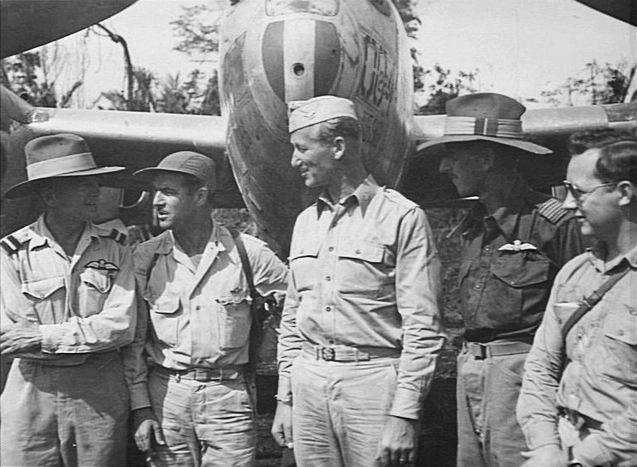
Lair commodore Scherger (à gauche) avec le Brigadier Général Paul Wurtsmith de l'USAAF (deuxième à partir de la gauche) le 24 avril 1944, après le débarquement d'Aitape.

Scherger devient officier commandant du No. 2 Training Group RAAF de la station Wagga de la RAAF de juillet 1943 jusqu'à sa nomination au poste d'air officer commanding du 10e Groupe opérationnel (no 10 OG) formé en novembre,. Cette force de frappe est composée de la 77e Escadre, qui opère avec des bombardiers en piqué Vultee A-31, et de la 78e Escadre, équipée de chasseurs Kittyhawk P-40, ainsi que diverses unités auxiliaires. Promu air commodore par intérim en janvier 1944, Scherger établit son quartier général à Nadzab, en Papouasie-Nouvelle-Guinée, avec l'appui des Américains du Fifth Air Force. Bien qu'il ait réussi à lancer la première mission de la 78e  Escadre le même mois, il a dû faire face à divers problèmes pour mener tous ses escadrons au combat, causés notamment par le manque d'entraînement des pilotes en conditions tropicales. À cela s'ajoute le manque d'entretien des avions et une mauvaise gestion du personnel au sol. Conséquemment, le taux d'effort opérationnel de la RAAF est inférieur à celui des formations de l'United States Army Air Forces (USAAF). Ces problèmes sont surmontés plus tard dans l'année et les unités du no 10 OG parviennent à dépasser le taux d'effort de leurs alliés américains.
En mars 1944, les Vultee de la 77e Escadre sont retirés des opérations en raison de leur infériorité par rapport aux avions plus récents. Trois escadrons du 9e Groupe opérationnel — qui opèrent avec des Douglas A-20 Havoc, des Bristol Beaufighter et des Bristol Beaufort — sont dépêchés en renfort, mais le no 10 OG est par la suite déplacé de Nazab au cap Gloucester pour permettre aux unités de l'USAAF d'occuper des terrains d'aviation stratégiques sur la ligne de front alliée, leurs avions ayant beaucoup plus d'autonomie que ceux des Australiens. La déception du groupe à la suite de son retrait de Nazab est vite dissipée par l'annonce de sa participation à l'attaque sur Aitape, en Nouvelle-Guinée, dans le cadre de l'opération Reckless. Scherger est nommé commandant en chef de l'assaut et dirige les unités américaines et australiennes,. Les Kittyhawks de la 78e Escadre font partie de la force de frappe principale tandis que les avions de la North-Western Area Command effectuent des bombardements afin d'appuyer l'opération. Le débarquement du 22 avril 1944 rencontre peu de résistance, en partie à cause du bombardement des Alliés dans les jours qui précèdent l'opération. Le premier jour, des éléments du no 10 OG débarquent à terre et remettent en état l'aérodrome d'Aitape récemment bombardé, afin de servir d'aire de décollage pour le 78e Escadron. En juin, Scherger est nommé commandant des forces aériennes australiennes et américaines pour la bataille de Noemfoor. Au cours des hostilités qui débutent le 2 juillet, il a sous ses commandements les escadrons 71, 77, 78 et 81 de la RAAF, ainsi que les 58e et 348e groupes de chasseurs et les 307e et 417e groupes de bombardiers de l'USAAF. Il reçoit l'ordre du Service distingué pour ses actions à Aitape et Noemfoor ; la citation de l'honneur précise que « Scherger a commandé les forces aériennes avec compétence et succès. Il se place toujours à l'avant-garde du débarquement des troupes au sol. Son courage et son sens du leadership ont été une source d'inspiration pour tout le personnel ».

### First Tactical Air Force

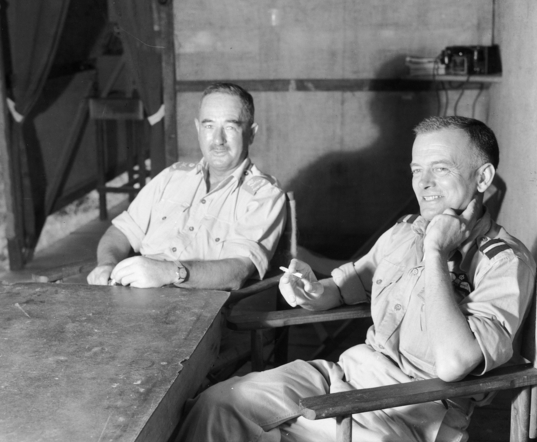
Scherger (à droite) avec le lieutenant-général Leslie Morshead à Labuan, en août 1945.

En août 1944, il est évacué en Australie après un accident de Jeep qui s'est soldé par une fracture du bassin. En son absence, le commodore Harry Cobby prend le commandement du no 10 OG et deux mois plus tard, la formation est rebaptisée First Tactical Air Force (TAF).
Encore en convalescence, Scherger est d'abord nommé Air Member for Personnel au quartier général de la RAAF à Melbourne, de janvier à mai 1945,. Le 10 mai, il reprend le commandement de l'Australian First Tactical Air Force après le licenciement de Cobby à la suite de la mutinerie de Morotai,. Il retourne dans le service actif durant la bataille de Tarakan ; les équipes de maintenance de l'aérodrome no 1 de la TAF sont chargées d'ouvrir la piste de l'île de Tarakan dans la semaine suivant l'atterrissage des Alliés, mais les contretemps importants avant l'invasion et les conditions météorologiques défavorables retardent l'opération jusqu'à la fin du mois de juin. Scherger dirige par la suite la TAF durant la bataille du Bornéo du Nord ; il débarque à terre dans l'après-midi du 10 juin pour établir son poste de commandement. En juillet, lors de la bataille de Balikpapan, qui est la dernière offensive des Alliés durant la campagne de Bornéo, la TAF atteint un effectif d'environ 25 000 hommes bien que ce chiffre ait été réduit à la fin des hostilités le 14 août par le transfert de quelques unités au Groupe no 11 récemment formé.

## Carrière d'après-guerre

### Sous-chef d'état-major
En octobre 1945, Scherger mène au Japon une commission d'enquête pour constater l'état des terrains d'aviation et des autres installations militaires qui devaient accueillir la Force d'occupation du Commonwealth britannique. L'année suivante, il fréquente l'Imperial Defence College à Londres. De juillet 1947 à juillet 1951, il devient sous-chef d'état-major de la Force aérienne, sous les ordres de l'air marshal George Jones et obtient une promotion temporaire au grade d'air vice-marshal en mai 1950,. Il est nommé Commandant de l'Ordre de l'Empire britannique lors des King's Birthday Honours la même année. Voyant en Scherger un futur leader de la Force aérienne australienne, Jones entretient avec lui une relation de travail cordiale. Cependant, Scherger ne parvient pas à persuader son supérieur de faire évoluer la RAAF et sa structure de commandement de zone de guerre en un service plus moderne organisé selon des lignes directives plus fonctionnelles ; ce changement radical est néanmoins effectué par le successeur de Jones, le air vice-marshal Donald Hardman,.

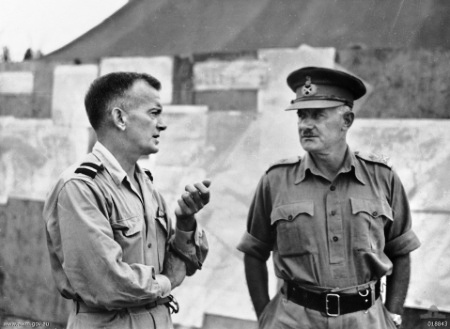
Scherger (à gauche), discutant avec le major-général Milford, en 1945.

Après avoir terminé son mandat de sous-chef d'état-major, il est affecté à Washington pour diriger l'état-major australien des services interarmées. Promu au grade d'air vice-marshal, il devient air officier commanding du quartier général de la Royal Air Force en Malaisie en janvier 1953, où il est chargé du commandement de toutes les forces aériennes du Commonwealth déployées dans la région, en plus du planification des opérations contre les guérilleros communistes durant l'insurrection communiste malaise. Scherger déplace son quartier général, qui était basé à Singapour lorsqu'il prend les commandements, à côté des bureaux du directeur des opérations à Kuala Lumpur, afin de coordonner plus étroitement les opérations aériennes et les opérations des troupes au sol. Il privilégie l'utilisation des hélicoptères pour le transport des troupes et l'évacuation des blessés et met en place une nouvelle stratégie qui consiste à remplacer les bombardements de saturation de la jungle par des bombardements tactiques des camps ennemis. Il est également un pionnier de la guerre psychologique, en utilisant des avions munis de mégaphone diffusant des messages de propagande. Il instaure par ailleurs une coopération étroite entre les spotters et les forces terrestres afin de mener à bien les missions de bombardement, et utilise des défoliants sur les arbres pour permettre aux bombardiers de localiser facilement leurs cibles.
Nommé Compagnon de l'Ordre du Bain le 30 avril 1954 pour ses efforts de guerre en Malaisie,, Scherger rejoint l'Air Board en tant qu'Air Member for Personnel en mars 1955. Au cours de son mandat, il forme une commission d'évaluation du programme de la RAAF College pour répondre aux besoins futurs de la Force aérienne australienne à l'ère des missiles et des armes nucléaires. Cela mène à une nouvelle politique sur la formation des recrues, qui reçoivent désormais de nouveaux diplômes, comme c'est le cas dans les établissements académiques des autres branches de l'armée. La RAAF College est par la suite rebaptisé RAAF Academy.

### Chef d'état-major de la Force aérienne
Promu air marshal, il devient chef d'état-major de la Force aérienne en mars 1957 et succède au air marshal John McCauley. Longtemps pressenti comme un candidat solide pour un poste important au sein de la RAAF, Scherger est décrit par l'air marshal Hardman comme « le meilleur homme pour le poste ». Concernant sa nouvelle attribution, il déclare : « en tant qu'administrateur, je ne vais pas me laisser embourber dans des détails mineurs. La politique générale de mon service sera celle fournie par l'exécutif. Ces directives seront mises en œuvre dans les commandements ; c'est ainsi que les choses vont se passer ».
En tant que chef d'état-major, l'une des premières tâches de Scherger est d'étudier la possibilité de l'acquisition d'un arsenal nucléaire par l'armée de l'air australienne. Au cours de ses visites en Grande-Bretagne et aux États-Unis, il étudie la possibilité d'équiper les chasseurs CAC Sabre de la RAAF ou les bombardiers Canberra avec des armes nucléaires. En 1958, il s'entretient avec le Chief of Staff of the United States Air Force (le chef d'état-major de l'US Air Force), le général Thomas D. White, au sujet d'un éventuel stockage d'armes nucléaires en Australie sous le contrôle de l'USAF. En 1959 et 1960, Scherger reçoit des informations, incluant des manuels et des instructions d'entretien, concernant les détails techniques pour équiper les Canberra avec des bombes nucléaires Mark 7, celles utilisées par les Canberra britanniques. Pendant un certain temps, il propose l'achat de bombardiers lourds Avro Vulcan de fabrication britannique, mais les coûts excessifs et la détermination du gouvernement à vouloir « rester sous l'abri du parapluie nucléaire américain » écartent cette éventualité et, en 1963, les Forces aériennes australiennes décident d'acheter le bombardier américain F-111 Aardvark, en raison de sa capacité à « transporter des armes nucléaires ».
En ce qui concerne les chasseurs, Scherger réussit à annuler la décision du gouvernement de vouloir acquérir le Lockheed F-104 Starfighter en remplacement du Sabre, et opte pour le Dassault Mirage III, un aéronef mieux adapté aux besoins de la RAAF. Pendant les essais, il prend les commandes d'un Starfighter et devient le premier Australien à franchir le mur du son. Il est nommé Chevalier Commandeur de l'Ordre de l'Empire britannique à l'occasion des Queen's Birthday Honours de 1958.
Adepte des hélicoptères depuis son expérience en Malaisie, il soutient l'achat du Bell UH-1 Iroquois. Il joue également un rôle clé dans l'acquisition de l'avion de transport militaire Lockheed C-130 Hercules en 1958. En dépit de l'« agitation bureaucratique » du Trésor fédéral, l'avion s'est rapidement révélé être un élément vital pour l'activité des forces armées de la région, étant décrit comme le deuxième plus important avion que la RAAF ait utilisé après le F-111. L'année suivante, il propose l'aménagement d'un deuxième terrain d'aviation dans la région de Darwin, ce qui aboutit à l'établissement de la base de la RAAF de Tindal près de Katherine. Après les travaux, Scherger fait état d'un changement fondamental dans le « centre de gravité » de l'armée de l'air au nord de l'Australie. La première édition du journal RAAF News (de nos jours Air Force News), qui est parrainé par Scherger, paraît en janvier 1960 et véhicule un message du chef d'état-major concernant la politique de défense de la RAFF, ainsi que l'annonce de l'arrivée des missiles air-air AIM-9 Sidewinder qui devaient équiper les Sabres de la Force aérienne,. Il supervise également l'introduction des missiles sol-air Bristol Bloodhound dans l'arsenal de la RAAF. Vers la fin de son mandat en tant que chef d'état-major, il exprime son intérêt pour le BAC TSR-2, un bombardier supersonique en cours de développement par les Britanniques.

### Président du Comité des chefs d'état-major

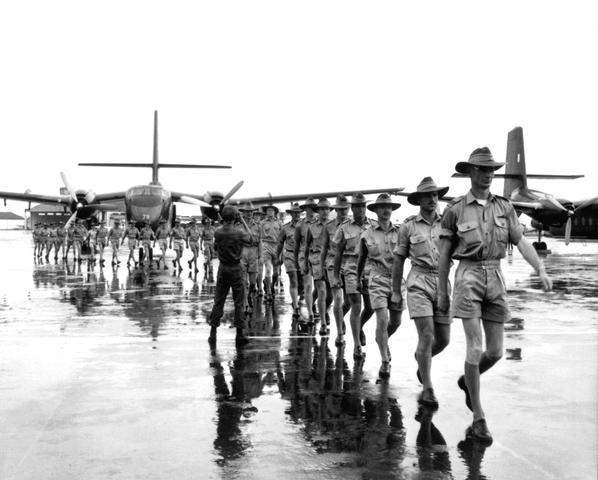
Personnels de la RAAF à leur arrivée au sud du Viêt Nam, en août 1964.

En mai 1961, Scherger succède au vice-amiral Roy Dowling au poste de président du Comité des chefs d'état-major, fonction militaire la plus élevée de l'époque. Toujours aussi désireux de voir un bombardier supersonique remplacer le Canberra, il se rend en Grande-Bretagne en avril 1963 pour constater les progrès du projet TSR-2. Grâce à des fuites d'informations, il decouvre que les déclarations optimistes des responsables de la Royal Air Force sont loin de refléter la réalité sur l'avancement du développement du bombardier, et plus tard dans la même année, il décide d'opter pour la F-111 pour remplacer le Canberra.
Pendant la Konfrontasi, il agit en tant qu'agent de liaison militaire entre les gouvernements britannique et australien. Ouvertement sceptique quant au cessez-le-feu annoncé par le président Soekarno le 25 janvier 1964, il soutient les demandes de renforts des Britanniques aux forces armées australiennes de Bornéo. Vers la fin de l'année, il préconise le bombardement des bases aériennes indonésiennes avec les bombardiers Canberra de Malaisie ; il exige lors de cette opération la mise à l'écart des Forces aériennes britanniques. Bien que l'Australie ait finalement déployé des bataillons du Royal Australian Regiment à partir de mars 1965, l'estimation optimiste de Scherger concernant la rapidité et le niveau de préparation de son gouvernement à engager des troupes est sous-estimée par les Britanniques.

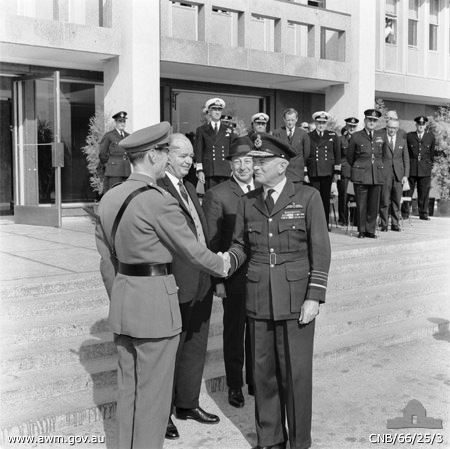
Passation des pouvoirs entre le air chief marshal Frederick Scherger et son successeur, le lieutenant-général John Wilton, le 18 mai 1966.

Vers la fin de son mandat de commandant en chef de l'armée de l'air, Scherger joue un rôle important dans l'engagement australien dans la guerre du Viêt Nam. Vers le milieu de l'année 1964, le Commonwealth a déjà envoyé dans la région une petite équipe de conseillers militaires, plus un détachement d'avions de transport De Havilland Canada DHC-4 Caribou à la demande du gouvernement de la République du Viêt Nam. Lors d'une conférence conjointe entre les États-Unis, l'Australie et la Nouvelle-Zélande le 30 mars jusqu'au 1er avril 1965, Scherger affirme que son gouvernement est prêt à engager une force terrestre importante, de l'ordre d'un bataillon. En moins d'une semaine, le cabinet fédéral du Premier ministre Robert Menzies ratifie cette proposition, qui est officiellement annoncée le 19 avril,.
Le 1er bataillon de la Royal Australian Regiment est d'abord déployé au Viêt Nam en mai 1965, suivi de deux escadrons de la RAAF au milieu de l'année 1966. Avec la formation des Forces australiennes au Viêt Nam (AFV) à cette époque, Scherger suggère que les unités de l'armée de l'air coordonne ses opérations avec l'armée de terre, « afin de donner une image de toutes les forces australiennes combattant ensemble, comme une seule unité ». Le ministre de la défense aérienne, Peter Howson, estime que cette initiative rend Scherger et l'armée de terre coupables de « fierté nationale exagérée ».
Promu air chief marshal en mars 1965, il devient non seulement le premier officier de la RAAF à atteindre le grade de quatre étoiles,, mais aussi le premier diplômé du Collège militaire royal de Duntroon à atteindre ce rang,. Déjà considéré comme un commandant particulièrement assertif, sa place au sein de la RAAF est renforcée par cette promotion, puisqu'il surclasse désormais les trois chefs de service alors que ses prédécesseurs à ce poste ne dépassaient pas le grade de trois étoiles. Il occupe son poste de président du Comité des chefs d'état-major jusqu'à sa retraite de l'armée le 18 mai 1966, son mandat ayant été prolongé à deux reprises par des votes unanimes du cabinet fédéral.

## Les dernières années

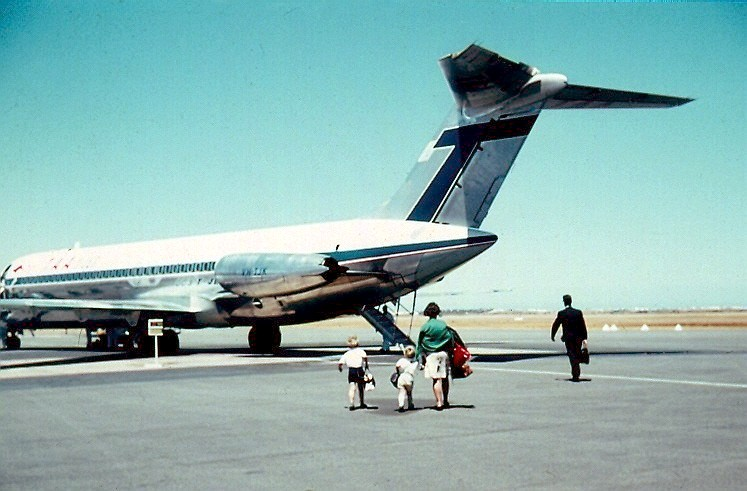
Un Douglas DC-9 à l'Aéroport international d'Adélaïde, en 1967.

Lorsqu'il quitte l'armée, Scherger devient le 1er juillet 1966 président de l'Australian National Airlines Commission (ACAC), l'organisme de contrôle du Trans Australia Airlines,. Considéré comme un dirigeant ayant « l'élan et le leadership exigé par le nouvel âge de l'aviation civile », il supervise la livraison du premier biréacteur de la compagnie, le Douglas DC-9, en 1967. La politique du gouvernement est conçue pour assurer une concurrence égale entre la TAA et la compagnie privée Ansett Australia. Ainsi, le choix de la TAA comme la compagnie chargée de recevoir le premier DC-9 au pays a été tiré au sort. À partir de l'année 1968, Scherger renforce sa place au sein de l'ACAC en devenant le président du Commonwealth Aircraft Corporation (CAC) à partir de 1968, après quoi il se joint à une mission de l'industrie de la défense australienne aux États-Unis l'année suivante.
Il continue de diriger l'ACAC et le CAC jusqu'à sa retraite en 1975. Par la suite, il préside le conseil d'administration de quelques sociétés, dont Plessey Pacific et International Computers Limited. Sa femme Thelma meurt dans un accident de voiture en 1974 et le 3 mars 1975, à l'âge de soixante-dix ans, il épouse en secondes noces Joy Robertson, veuve qu'il a rencontrée trois mois auparavant. Même à la retraite, il suscite une certaine controverse en continuant de plaider en faveur de l'acquisition d'un arsenal nucléaire par l'armée australienne. Sir Frederick Scherger décède à Melbourne le 16 janvier 1984, après avoir été victime d'un accident vasculaire cérébral l'année précédente.

## Postérité

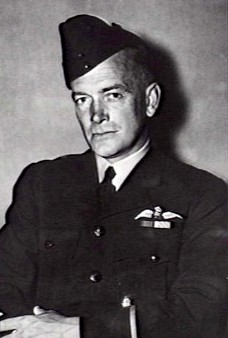
Frederick Scherger, vers 1945.

Décrit par Alan Stephens comme « l'un des plus exceptionnels officiers de l'après-guerre » et « parmi les meilleurs dirigeants de la RAAF »,, Scherger est à l'origine d'une initiative consistant à concentrer le dispositif de défense de l'Australie vers le nord du pays, en y établissant une série de bases aériennes, inauguré par le projet Tindal de 1959. Lorsqu'il commandait le 10e Groupe OG, il entretenait un rapport cordial avec l'armée américaine, une coopération qu'il resserre davantage lorsqu'il dévient chef d'état-major de la force aérienne. Cela se manifeste, entre autres, par l'achat de plus en plus d'équipements militaires aux Américains, au grand dam des Britanniques,. Une fois élevé au poste de président du Comité des chefs d'état-major, il coupe les liens avec la Grande-Bretagne en retirant le nom des officiers supérieurs de la Royal Australian Navy de la liste officielle des officiers de la Royal Navy et en supprimant la mention « chef de la section australienne du chef d'état-major général de l'Empire » de la liste officielle des officiers de l'armée australienne.
En tant que président du Comité des chefs d'état-major, Scherger joue un rôle de premier plan dans l'engagement à grande échelle des forces australiennes dans la guerre du Viêt Nam. Dans une allocution prononcée au Mémorial australien de la guerre en 2005, le journaliste Paul Kelly le qualifie comme « un faucon militaire emblématique, qui a outrepassé son mandat en promettant un bataillon aux Américains avant qu'une demande formelle n'ait été faite ». Les historiens Peter Edwards et Gregory Pemberton écrivent qu'« aucun autre fonctionnaire n'aurait pu faire davantage pour pousser l'Australie à s'engager militairement au Viêt Nam que l'air chief-marshal Scherger ». S'exprimant plus tard sur la raison de l'implication de l'Australie dans la guerre du Viêt Nam, Scherger déclare : « Si vous voulez des alliés, vous devez d'abord les soutenir. Il n'a jamais été concevable pour nous que les Américains puissent perdre cette guerre ».

« Scherger a tenu le poste de chef d'état-major avec une certaine élégance ; les autres promus avant lui ont assuré ce rôle de manière un peu terne. Il avait toujours cette tension impitoyable qu'il est impossible qu'il vous laisse gagner à sa place. »

— Air vice-marshal Ellis Wackett,.
Avec Athol Townley, ministre de la Défense entre 1958 et 1963, il encourage la création d'un Collège d'état-major interarmé australien, afin d'approfondir la coopération entre les différentes branches de l'armée, améliorant ainsi la compétence des officiers, sans avoir à les envoyer dans les académies étrangères. L'établissement, baptisé Joint Services Staff College (JSSC), ouvre ses portes en 1970 en tant que service interarmé du Collège d'état-major des forces armées australiennes, qui par la suite fera partie intégrante de l'Australian Defence College,. Il est également parmi les premiers partisans d'une force de défense australienne à trois branches, sous l'autorité d'un unique ministère, plutôt que trois services autonomes et souvent en concurrence,. Selon son biographe, il lègue à son successeur au poste de président du Comité des chefs d'état-major, le lieutenant-général John Wilton, un point de vue ferme mais respecté par les chefs de service et le gouvernement, contribuant ainsi à une organisation plus cohésive de la défense australienne. En 1973, l'ensemble des services de toutes les branches de l'armée est désormais géré par un seul ministère, sous le commandement du président du Comité des chefs d'état-major.
Rayner le décrit comme « le plus cité et le plus populaire des chefs militaires d'Australie entre 1957 et 1966 ; un homme admiré aussi bien par les civils que les militaires ». Une base militaire située près de Weipa, dans la péninsule du cap York, dont la construction avait été proposée par Scherger lorsqu'il était chef d'état-major de l'armée de l'air, est ouverte en 1998 et nommée RAAF Base Scherger en son honneur,. Son nom est également attribué à une rue, la Sir Frederick Scherger Drive à North Turramura, en Nouvelle-Galles du Sud.

### Controverses
Ses détracteurs le considèrent comme un homme politique rusé ; l'air marshal Williams déclare par ailleurs que Scherger avait tendance à privilégier ses amis lors de l'attribution de certains postes au sein de l'armée de l'air, une pratique qu'il continue de faire à l'époque où il était président du TAA et du CAC. Le Premier ministre John Gorton le qualifie même de « politicien en uniforme »,. Il est également considéré par certains journalistes comme un grand adepte de la publicité personnelle, ce à quoi il répond : « Vous ne pouvez pas vendre vos idées à moins de devoir vous vendre vous-même, et si vous pouvez vous vendre vous-même, vous êtes à mi-chemin de vendre vos idées ».

### Citations originales
1. ↑  « Good, I'm glad to see we've still got a few in the Air Force with spirit[10]. »
2. ↑  « I would shoot the bitch. »
3. ↑  « There was an awful panic and a lot of men simply went bush ».
4. ↑  « I was unemployed for one month, which isn't very encouraging in the middle of a war[34]. »
5. ↑  « he operated his air forces with great skill and success and praising the way he placed himself in the forefront of the landing of the ground troops, where his personal courage and leadership proved an inspiration to all personnel[39] »
6. ↑  « as an administrator, I was not going to allow myself to be bogged down with minor matters of detail. Broad policy comes from the top. These decisions have to be implemented in the commands—and that's the way it's going to be[60]. »
7. ↑  « to convey an image of all Australian forces fighting together, as one unit. »
8. ↑  « Considered as bringing to TAA the dash and leadership the new air age demanded[86]. »
9. ↑  Chief of the Australian Section of the Imperial General Staff.
10. ↑  « Australia's most prominent military hawk at the time, who exceeded his brief by promising a battalion to the Americans before a formal request had been made. »
11. ↑  « No official could have done more to press Australia into a military commitment in Vietnam than its most highly ranked serviceman, Air Chief Marshal Scherger[94]. »
12. ↑  « If you want allies, you've got to support allies. It was never conceivable to us that America could lose—no way[95]. »
13. ↑  « Scherger was the first to go to the CAS post with a bit of class; the others approached it in a registered, a pedestrian fashion. There was a strain of ruthlessness in Scherger; he would not spare you if his interests and yours conflicted. »
14. ↑  « the most quoted and best known of contemporary military leaders in Australia from 1957 to 1966, recognised and admired by civilian and soldier alike[102]. »
15. ↑  « You can't sell your ideas unless you can sell yourself, and if you can sell yourself you're half way to selling the ideas that you've got[2],[60]. »